# Khürelbaatar Khash-Erdene
Khürelbaatar Khash-Erdene, né le 14 novembre 1983, est un fondeur mongol.

## Biographie
Il a représenté son pays lors des Jeux olympiques d'hiver de 2006, à Turin, où en tant que porte-drapeau, il termine 85e du quinze kilomètres et de 2010 à Vancouver, où il est 87e du quinze kilomètres.
Il compte aussi deux départs en Coupe du monde et six aux Championnats du monde, avec comme meilleur résultat une 72e place au sprint en 2005.